# Anticiclón del Atlántico Sur

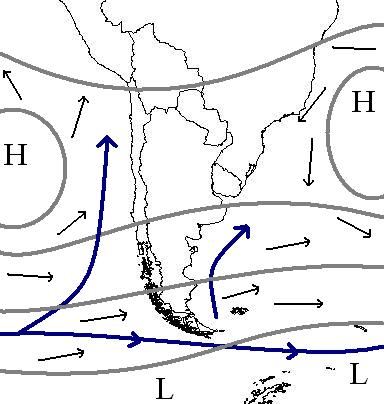
Posición de los semipermanentes de las costas de América del Sur.

El anticiclón del Atlántico Sur, también conocido con el nombre de anticiclón de Santa Elena, designa una zona subtropical situada en el océano Atlántico meridional, en torno a las coordenadas 25°S 15°O / -25, -15, donde por lo general se encuentra una amplia zona de alta presión atmosférica o anticiclón.  Esto no quiere decir que la posición y la intensidad de este anticiclón sean permanentes, sino más bien que generalmente se encuentra un anticiclón en las cartas meteorológicas que describen la presión media mensual en dicha zona. Sus nombres se deben a su ubicación en el océano Atlántico y a la isla de Santa Elena, única tierra en esas latitudes.

## Formación

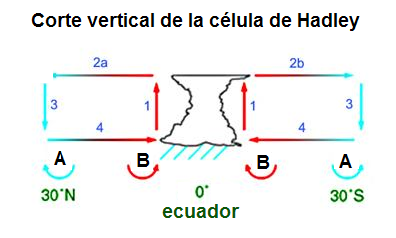
Las células de Hadley transportan calor desde el ecuador hasta las latitudes más alejadas.

En la región de las latitudes subtropicales, entre 31 y 34 grados de latitud sur y norte, se encuentra debajo del ecuador, donde la fuerza de Coriolis es bastante escasa,  se establece una circulación directa del aire. En los bajos niveles de la atmósfera, la diferencia de temperatura entre el ecuador y las regiones más al norte o al sur, menos calientes, da lugar a la zona de convergencia intertropical donde el aire más caliente se eleva debido a la convergencia y al principio de Arquímedes. En consecuencia, este aire se enfría al ganar altura y vuelve a bajar más al norte y al sur.

## Efectos
Este sistema afecta mayormente a las embarcaciones de vela ya que los vientos son escasos y es necesario pasar lejos al norte o al sur, según la dirección de viaje, siguiendo la dirección de los vientos, que en un anticiclón circulan en sentido horario en el hemisferio norte y antihorario en el hemisferio sur.
Climatológicamente, se encuentran climas secos bajo la circulación anticiclónica. Su influencia no se detiene allí. Por ejemplo, el anticiclón del Atlántico Sur aporta tiempo bueno y cálido de la costa de América del Sur hacia África en verano, ya que transporta del aire tropical hacia su lado meridional.
Sobre su lado septentrional, donde los vientos alisios son del Este, se encuentra la zona de convergencia intertropical que controla el monzón africano y el período de las lluvias en las Guyanas.